# André Gindroz
Jean Daniel André Gindroz, né le 30 décembre 1787 à Lausanne et mort le 17 septembre 1857 ibidem, est un pasteur, professeur de philosophie et député suisse. Il participe activement à la réforme de l'instruction publique vaudoise et est président de l'assemblée constituante chargée de préparer le projet de la Constitution vaudoise de 1831.

## Biographie
André Gindroz est le fils de Jean Daniel Benjamin Gindroz, instituteur, originaire de Montpreveyres et de Lausanne, et de Rose Élisabeth Peter. Il est le deuxième d'une famille de six enfants.
Après des études de théologie à Lausanne, il complète sa formation à Paris. Engagé à Avignon comme précepteur du fils du préfet du département du Vaucluse, il y fonde une Église réformée dont il devient le premier pasteur avant de poursuire ses études à Paris.
En 1816, il rentre à Lausanne pour postuler à la chaire de littérature française de l'Académie de Lausanne mais la place est attribuée à Charles Monnard. L'année suivante, il se présente à nouveau, cette fois au concours pour la chaire de philosophie et prépare un travail intitulé Des principales opinions sur l'origine des idées. Le poste lui est attribué. Jusqu'en 1838, il enseigne la logique, la psychologie et l'histoire de la philosophie.
Il est, en 1826, membre fondateur de la Société vaudoise d'utilité publique, qu'il présidera en 1832. En 1827, il est nommé recteur du Collège académique et fonde la même année la Société pour le soulagement des malades incurables. En outre, il collabore aux travaux d'une commission chargée d'améliorer l'instruction publique des classes de la société pour lesquelles les écoles primaires n'offrent pas une instruction suffisante : il propose dans son rapport final la création d'écoles industrielles, la réforme du plan d'étude et la modification du statut de l'Académie. Ses conclusions seront prises en compte dans l'élaboration de la loi sur l'instruction publique vaudoise de 1834.
En décembre 1830, une pétition demande la création d'une assemblée constituante. Gindroz se tourne alors vers la politique et il y est élu président en 1831, aux côtés d'Henri Druey, d'Auguste Pidou et de Charles Monnard. Après l'adoption, en 1831, de la nouvelle constitution, il est élu au Grand Conseil. Député libéral, il en sera le président en 1832 et 1833 ; il est réélu au Grand Conseil en 1836 et 1841. En 1834, Gindroz défend la liberté religieuse dans un rapport sur l'abrobation de la loi de 1824 contre les dissidents ; en 1841 il demande des mesures pour améliorer l'éducation des sourds et des enfants aveugles ; il participe aux délibérations de la commission législative chargée de réformer l'instruction publique. Une école normale est créée, dont on lui propose la présidence du comité provisoire, à laquelle il renonce. Il devient par contre dès 1838 vice-président du Conseil de l'instruction publique qui remplace le Conseil académique lors de l'entrée en vigueur de la loi sur l'instruction publique supérieure. Il cesse alors d'enseigner la philosophie.
La Révolution radicale de 1845 met fin aux réformes d'organisation scolaire. Gindroz abandonne alors ses fonctions administratives et politiques et renonce au Conseil de l'instruction publique. Comme de nombreux autres ecclésiastiques, il quitte le clergé national. Il participe alors à la constitution de l'Église libre et à la fondation de sa faculté de théologie, qui ouvre en 1847 ; il en présidera la Commission des études, à part en 1855 et 1856, jusqu'à sa mort. En parallèle, il est membre de la Société d'histoire de la Suisse romande et rédige une Histoire de l'Instruction publique dans le pays de Vaud, éditée en 1853. Jusqu'à sa mort en 1857, Gindroz se consacre à des études et à la rédaction d'articles sur des thèmes politiques, philosophiques, littéraires, pédagogiques, moraux et sociaux.
L'un de ses étudiants a rédigé un témoignage amusé.
« Le bon petit Gindroz qu'on rencontre souvent

Arpentant Montbenon d'un pas tranquille et lent

La canne vers la bouche, le bras derrière le dos,

Faisant ses réflexions sans articuler mot.

On ne peut trop louer ce recteur estimable

Qui joint à ses talents l'art heureux d'être aimable.

Il est aimé de tous, sans aucune exception ».

## Toponymie
Sur décision municipale de 1898, une avenue André-Gindroz est nommée à Lausanne, entre l'avenue des Bergières et le carrefour entre l'avenue Collonges et la rue du Maupas.